# Музей історії міста Тисмениці імені Степана Гаврилюка

Меморіальна дошка при вході у музей

Музей історії міста Тисмениці імені Степана Гаврилюка — міський історичний музей у місті Тисмениці Івано-Франківської області, культурно-освітній осередок і значне зібрання матеріалів з історії та культури міста. 

## Загальні дані
Музей історії міста Тисмениця імені Степана Гаврилюка міститься у історичному 2-поверховому будинку неподалік від центру (будівлі міськради) Тисмениці за адресою:
вул. К. Левицького, буд. 4, м. Тисмениця—77400 (Івано-Франківська область, Україна).
Будинок музею був побудований у 1902 році. Раніше це було приміщення чоловічої гімназії, а згодом середньої школи. 
Заклад працює щоденно крім понеділка (вихідний день) від 10:00 до 18:00 години.

## З історії музею
Музей історії міста Тисмениця почав створюватись у 1992 році. Засновником і першим директором музею став Степан Гаврилюк.
У 2003 році не стало першого куратора музею Степана Гаврилюка, з нагоди чого була створена спеціальна експозиція про життєдіяльність тисменицького краєзнавця. 
У 2002 році музеєві було присвоєно звання «Народного», а наступного (2003) року заклад дістав ім'я його засновника й першого директора Степана Гаврилюка.

## Експозиція
Музей історії міста Тисмениця імені Степана Гаврилюка займає 3 зали загальною площею 150 м².
- перша зала «історична» — представлена невелика колекція археологічних знахідок із розкопок первісного поселення Тисмениці, так званого, «Городища», речі домашнього вжитку, невелика колекція банкнот. Тут же велику увагу притягує макет центру старої Тисмениці (початок ХХ ст.), де показано церкви, костели, синагогу, які були знищені радянською владою, залізниця, інші будівлі, яких вже нема. Стенди, розміщені в цьому залі, розповідають про відомих уродженців Тисмениці. Це: Іов Княгиницький, засновник Манявського скиту; Кость Горбаль, педагог і публіцист; Кость Левицький, перший голова уряду ЗУНРу. Стенд з біографією першого куратора музею Степана Гаврилюка завершує інформацію, яка розміщена на стінах першого залу.
- друга зала присвячена цілком кушнірству, як історичному, так і сучасному — са́ме цьому ремеслу, яке принесли в місто і район вірмени, Тисмениця завдячує своїй славі. Тут (у залі) є дуже цікавий макет кушнірської хати, також виставлено зразки кожухів та іншого одягу, знаряддя праці кушнірів тощо. На стендах розміщено багато цікавих фотокопій документів стосовно кушнірства, оригінали свідоцтв про навчання у майстрів цієї справи. Ряд стендів розповідають про роботу сучасних українських флагманів хутрової промисловості фірм «Тисмениця» та СП «Тикаферлюкс».
- третя зала (виставкова) — використовується для змінних виставок.

У коридорі музею виставлені вітрини з археологічними знахідками, а на стінах — фотографії з видами старої Тисмениці.

## Джерело-посилання
- Музей історії міста Тисмениця імені Степана Гаврилюка [Архівовано 13 серпня 2014 у Wayback Machine.] на www.museum.if.ua — вебресурс «Музейне коло Прикарпаття» [Архівовано 28 травня 2010 у Wayback Machine.]